# Professor Molchanov
Die Professor Molchanov (russisch Профессор Молчанов) ist ein nach dem sowjetischen Meteorologen Pawel Moltschanow benanntes eisverstärktes (Eisklasse UL/1A Super) Forschungs- und Kreuzfahrtschiff der Akademik-Schuleykin-Klasse.

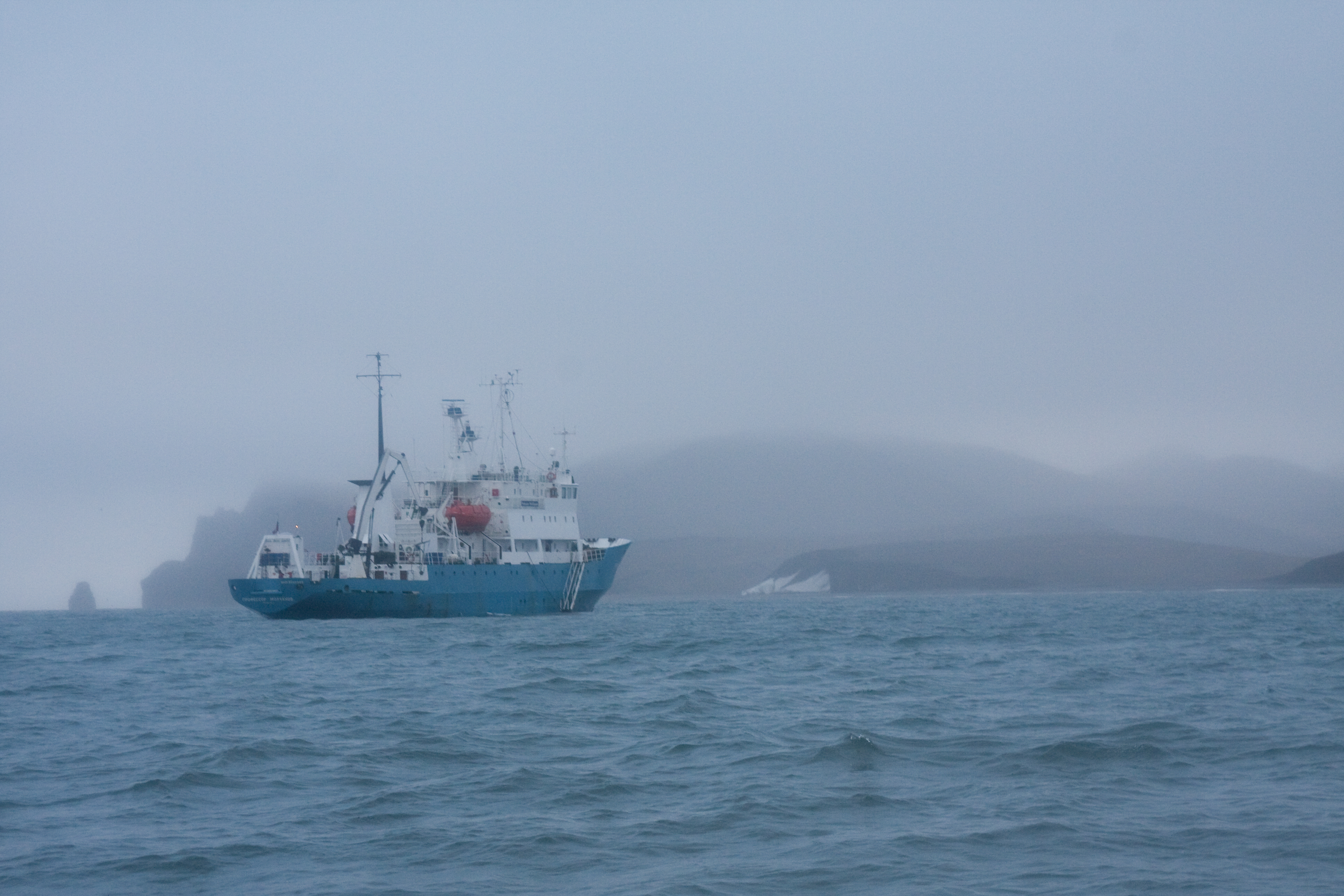
Professor Molchanov

Der Auftraggeber des Ende 1982 in einer finnischen Werft vom Stapel gelaufenen Forschungsschiffes der Akademik-Schuleykin-Klasse war die Sowjetunion, an die es nach Fertigstellung ausgeliefert wurde.
Bis zum Zusammenbruch der Sowjetunion 1991 wurde das Schiff als Forschungsschiff für Arktis- und ozeanologische Forschung genutzt. Es unternahm 34 Fahrten, darunter drei weltweite hydrologische Forschungsfahrten.
Der neue Eigner baute das Schiff zu einem Kreuzfahrtschiff für Fahrten im hohen Norden um. Heimathafen des knapp 70 m langen Schiffes ist die nordrussische Stadt Murmansk.
Das Schwesterschiff der Professor Molchanov, die Akademik Shokalskiy, errang im Dezember 2013 Bekanntheit, nachdem sie auf einer Antarktistour im Eis steckenblieb und die Passagiere gerettet werden mussten. Weitere Schwesterschiffe der Professor Molchanov sind: Akademik Schuleykin, Professor Multanovskiy, Arnold Veimer, Akademik Gamburtsyev, Geolog Dmitriy Nalivkin, Professor Polshkov, Akademik Golitsyn und Professor Khromov.